# Carlos Manfredotti
Carlos Manfredotti (Concordia, 15 de noviembre de 1953) es un político y sindicalista argentino, perteneciente al Partido Justicialista, que ocupó el cargo de gobernador de Tierra del Fuego, Antártida e Islas del Atlántico Sur entre el 10 de enero de 2000 y el 10 de enero de 2004.

## Carrera
Se asentó en Ushuaia en 1972, donde comenzó su militancia en el peronismo. Integró el Sindicato Argentino de Televisión, donde alcanzó la titularidad de la delegación de aquel en Tierra del Fuego. Constituida la delegación de la Confederación General del Trabajo (CGT) en la provincia, se convierte en Secretario General de aquella. También desempeñó diversos cargos en el Partido Justicialista provincial.
Entre el 10 de diciembre de 1987 al 10 de diciembre de 1991, se desempeña como Intendente de Ushuaia, siendo elegido en dos mandatos consecutivos. Al finalizar su gestión, es electo Diputado nacional, cargo en el que permanece hasta 1995. En 1994 fue Convencional Constituyente para la reforma constitucional de ese año. En 1995 es electo Senador nacional.
En 1999, siendo senador, le ganó a Mario Jorge Colazo, candidato de la Alianza, en segunda vuelta, tras haber perdido la primera, por tan solo 770 votos sobre su adversario. Su compañero de fórmula fue Daniel Gallo.
Al asumir la provincia se encontraba en una delicada situación económica, en la cual cada fueguino debía 4.000 pesos al Estado. La deuda provincial era de 400 millones de pesos. Manfredotti dijo al respecto que heredaba "un gobierno quebrado" y una provincia en "estado deplorable", por la gravedad del panorama económico fueguino, insistió en que "jamás imaginamos el estado deplorable que tiene la administración de Tierra del Fuego".
Realizó gestiones para la reestructuración de la deuda provincial, llegando incluso a afirmar su interés de reformar la constitución provincial para ello.
En 2003 intentó la reelección, enfrentándose nuevamente a Colazo; si bien triunfó en la primera vuelta, perdió con Colazo en la segunda. Con la asunción como gobernadora de Fabiana Ríos se mostró favorable a dicho gobierno entablando una "oposición constructiva" a la misma apoyando varias de sus leyes y presupuestos.